# Amphiblemma cuneatum
Amphiblemma cuneatum är en tvåhjärtbladig växtart som beskrevs av Jacq.-fel.. Amphiblemma cuneatum ingår i släktet Amphiblemma och familjen Melastomataceae. Inga underarter finns listade i Catalogue of Life.